# Ферма в Провансе
«Ферма в Провансе» (англ. Farmhouse in Provence), или «Въездные ворота на ферму со стогами сена» — картина голландского художника Винсента Ван Гога, написанная в 1888 году в Арле. Находится в Национальной галерее искусства в Вашингтоне (США).

## История
Частично воодушевлённый французским художником Адольфа Монтичелли Ван Гог поехал во французский Прованс, чтобы расширить свои навыки живописи и опыт. «Ферма в Провансе» была написана 35-летним художником, когда Ван Гог жил в Арли на юге Франции. Это было вершиной его карьеры, здесь он создал некоторые из своих лучших работ, такие как поля, фермы и люди в окрестностях Арля, Нима и Авиньона.
В течение менее чем 444 дней Ван Гог создал на юге Франции около сотни рисунков и создал более 200 полотен. Тем не менее, он находил время и силы, чтобы написать более 200 писем. В то время как он рисовал быстро, памятуя о том, как фермерам приходится работать под палящим солнцем, он проводил время, размышляя о своих картинах, прежде чем положить мазок на холст.
В письме своему брату Тео он написал: «Живопись, как она есть, обещает стать более тонкой — больше похожей на музыку и меньше похожей на скульптуру — и, прежде всего, она обещает цвет». В качестве объяснения Ван Гог добавляет, что быть подобным музыке означает быть утешительным.

## Описание
Будучи в Нюэнене, Ван Гог познакомился с законом цветовых контрастов Мишеля Эжена Шеврёля об усилении интенсивности цветов за счёт их контрастности к смежным цветам. В Париже его брат Тео познакомил Винсента с цветочным натюрмортом Адольфа Монтичелли, которым он восхищался. Во-первых, Винсент в них увидел использование Монтичелли цвета как расширение теории Делакруа о цвете и контрасте. Во-вторых, он восхищался эффектом Монтичелли, созданным интенсивным нанесением краски. Частично именно Монтичелли вдохновил Ван Гога на переезд в Прованс. Ван Гог чувствовал такое родство к нему и желание подражать его стилю, что он написал в письме к своей сестре Вил, что чувствовал, что он был «сыном Монтичелли или его братом».
В этой картине Ван Гог использовал три пары взаимодополняющих или контрастных цветов, которые, собравшись вместе, усилили яркость и интенсивность цветов друг друга. Одна пара оранжевая и синяя в ограде, другая — красный и зелёный в цветущих растениях и, наконец, розовые облака на бирюзовом небе. Художник использовал контрастные цвета, чтобы придать интенсивности своем произведениям. Два взаимодополняющих цвета одинаковой степени яркости и яркости, расположенные рядом друг с другом, вызывают интенсивную реакцию, называемую «законом одновременного контраста».
Ван Гог отметил живость и взаимодействие «свадьбы двух взаимодополняющих цветов, их смешения и противостояния, таинственных вибраций двух родственных душ».